# Le Thou
Le Thou é uma comuna francesa na região administrativa da Nova Aquitânia, no departamento de Charente-Maritime. Estende-se por uma área de 19 km². Em 2010 a comuna tinha 1 963 habitantes (densidade: 103,3 hab./km²).